# Ofión
Ofión (starořecky Ὀφίων), též Ofioneus (Ὀφιονεύς) je řecká mytická postava nepříliš jasné povahy a funkce. Nejucelenější zmínka o Ofiónovi se objevuje v eposu Argonautika z 3. století př. n. l., sepsaného Apollóniem Rhódským, který shrnuje Orfeovu píseň o stvoření světa:
Zpíval o tom, jak nebe, země a moře byly kdysi nerozlišené jedno, a teprve po úporném zápase se rozdělily; také o tom, jak hvězdy a měsíc a slunce běh si navždy ponechaly své místo na obloze; a o tom, jak povstaly hory, a o tom, jak byly spolu s šumícími řekami a jejich nymfami stvořeni i všichni zeměplazi. Zpíval o tom, jak jako první Ofión a Eurynomé, dcera Ókeanova, vládli sněžnému Olympu, jak je síla paží donutila předat své místo Kronovi a Rheie, jak padli do vln Ókeanu,...

Ofión se také objevuje v kosmogonii Ferekýda ze Syru, mytografa z 6. století př. n. l., která se však zachovala pouze ve zlomcích, a podle které na počátku existovala trojice božstev Chronos, Zas a Chthonía. Podle Órigenova díla Proti Kelsovi Ferekýdés tvrdil, že proběhla válka o vládu na nebesích, během které proti sobě stál Ofioneus a Kronos, přičemž Ofionea ztotožnil Órigenés s biblickým hadem z ráje. Mezi válčícími stranami byla uzavřena dohoda, podle které ta, jež spadne do Ókeanu, bude považována za poraženou, zatímco druhá získá vládu nad nebesy. Historik Filón z Byblu, podle svědectví Eusébia z Kaisareie, prohlašoval, že Ferekýdés převzal Ofionea a Ofionidai „Ofiónovce“ od Féničanů.
Mezi další torzovité zmínky náleží:
- Mythographus Primus uvádí, že filosofové ztotožňují Ofióna s Ókeanem,
- Nonnos z Panopole ve své Dionýsiace také nejspíše ztotožňuje  Ofióna s Ókeanem, ale také s Úranem,[3]
- ve zlomcích z Kallimachova díla Aitía je Ofión pravděpodobně ztotožněn s Úranem a  Ofionidai s titány,[4]
- Lykofrón ve svém díle Alexandra tvrdí, že Diův trůn kdysi náležel Ofiónovi a že Rhea svrhla Eurynomé do Tartaru svými pěstmi.[5]

## Interpretace
Jméno Ofión vychází ze starořeckého ὄφῐς ofis „had“. Jeho hadí povaha nikde v pramenech explicitně zmiňována není, ale odpovídá jí fakt, že Ofiónova partnerka Eurynomé byla ve Figeléii ctěna v podobě mořské panny. Martin L. West se domnívá, že Ofión a jeho děti Ofionidai, které snad zplodil s Euryonomé, mají přirozenost monster, a celou tuto rodinu přirovnává k Týfónovi a Echidně, včetně jejich nestvůrných dětí jako je Hydra, Kerberos nebo Chiméra, kteří jsou z řecké mytologie lépe známy. V širším kontextu je pak spojuje s dalšími rody s hadími rysy či příslušníky, kteří jsou protivníky bohů jako jsou severští jotunové, zarathuštrický Ahriman a jeho daévové nebo také mezopotámskou Tiámat a jejími potomky. V některých podáních navíc Týfón nebyl svržen do Tartaru či pod Etnu, ale do jezera či moře, podobně jako Ofión padl do Ókeanu.
Původ Ofióna je nejasný, nemusel mít žádné rodiče, mohl se zrodit v Tartaru nebo být synem Chrona a Chthónie, vzhledem k tomu že sám Chronos má v pozdních zdrojích hadí přirozenost. Po svém zrození byl Ofión nejspíše velmi silný a vyhrožoval tím, že se stane králem nebes, či se jím skutečně stal – vzhledem k podáním, podle kterých Ofión vládl před Kronem. Podání o dohodě, podle které bojující strana, která spadne do Ókeanu, prohraje, připomíná spartský rituál, během kterého dvě skupiny chlapců zápasily na místě zvaném Platanistas a ta, která padla do příkopu, jenž ho obklopoval, byla považována za poraženou.
Ztotožnění s Ókeanem jakožto Titánem i mořem-řekou obtékající svět kromě přímé identifikace a Ofiónova pádu do něj napovídají i jiné skutečnosti. Ókeanos je otcem Eurynomé, jež povila Diovyi Charitky, která může být totožná s Eurynomé zmiňovanou Apollóniem Rhodským jako Ofiónova družka, a taktéž je mu v pozdějších pramenech přisuzována hadí přirozenost. Řeky jsou obecně srovnávané s hady a hadem obklopujícím svět je například také severský Jörmungand.
Ofión se také objevuje v takzvaném pelasgickém mýtu o stvoření světa Roberta Gravese, který je však literárním dílem, nikoliv akademickou rekonstrukcí. Podle něj na počátku povstala z Chaosu bohyně Eurynomé. Protože nemohla najít oporu pro své nohy, oddělila od oblohy moře a začala tančit na jeho vlnách. Při tanci, kterým se pohybovala směrem k jihu, se za ní začal zvedat severní vítr, s kterým se dalo začít tvořit svět. Třením v dlaních stvořila z tohoto větru Ofióna, který se posléze začal ovíjet kolem božské Eurynomé a nakonec se s ní spojil. Z tohoto spojení vzniklo vejce všehomíra, které Eurynomé, změněná na holubici, vyseděla, a které na její příkaz Ofión obtočil. Teprve pak vejce prasklo vedví a následně se z něj vylíhly všechny věci, které nás obklopují – slunce, měsíc, planety, hvězdy, hory, řeky, stromy, rostliny a živočichové. Oba dva se poté usadili na hoře Olympu, kde Ofión rozzlobil Eurynomé tvrzením, že celý svět je jeho dílem. Ta mu poté vykopla zuby, poranila ho patou na hlavě a zahnala do temných děr pod zemí.